# Alvis Leonides
Alvis Leonides je bil 9-valjni zračnohlajeni bencinski zvezdasti letalski motor, ki ga je razvil britanski  Alvis leta 1936. Motor je razvil okrog 500 konjskih sil. Uporabljal na letalih, na helikopterjih in tudi na hoverkraftih.

## Uporaba

### Serijski zrakoplovi
- Bristol Sycamore – 1x Mk. 173, 550 KM(410 kW)
- Percival P.66 President/Prince  - 2 x 503/7A, Mk 128 01/2, 540/560 KM
- Percival Provost – 1x 126, 550-KM (410 kW)
- Scottish Aviation Pioneer – 1 x 503/7A, Mk 128 01/2, 540/560 KM
- Scottish Aviation Twin PioneerCC1 – 2 x 514/8, 550 KM
- Scottish Aviation Twin PioneerCC2 – 2 x 531/8,Mk138, 640 KM
- Westland Dragonfly – 1x 521/1, 520 KM (388 kW)
- Westland Widgeon – 1x 521/1, 520 KM (388 kW)

### Prototipi
- Agusta AZ8-L 4x 503/2
- de Havilland Canada DHC-2 Beaver Mk.2 – 1x 502/4, 520 KM
- Fairey Gyrodyne – 1x 525 KM za pogon rotorja in propelerja
- Fairey Jet Gyrodyne – 1x 525 KM za pogon kompresorja in propelerja
- Handley Page H.P.R.2 (samo WE505) – 1 x 502/4 550 KM
- SR-N1 hoverkraft

## Specifications (Leonides)
- Tip: 9-valjni mehansko polnjeni zračnohlajeni bencinski zvezdasti motor
- Premer valja: 4,8 inč (122 mm)
- Hod bata: 4,41 inč (112 mm)
- Delovna prostornina: 718,6 in3 (11,8 L)
- Premer motorja: 41 inč (1,04 m)
- Teža: 815 lb (370 kg)

- Dobava goriva: Hobson vbrizgalnik
- Gorivo: 115 oktanski bencin
- Oljni sistem: s črpalko (dry sump)
- Hlajenje: Zračno
- Moč: 550 KM (410 kW)